# Anne Primavesi
Anne Primavesi (* 1934 in Dublin; † 4. Mai 2019) war eine irische katholische Theologin mit einem Schwerpunkt auf ökologischen und feministischen Themen.

## Leben
Primavesi begann in Irland mit einem Studium zur Grundschullehrerin, den Abschluss legte sie 1959 ab. Sie erwarb 1980 einen Bachelor of Divinity (Theologie) an der London University und 1987 einen Ph. D. in Systematischer Theologie am Heythrop College, University of London. Auf dem World Council of Churches 1992 in Rio de Janeiro, die mit der United Nations Conference on Environment and Development zeitlich zusammenfiel, trug sie ihre ökologischen Ideen aus dem Buch von 1991 vor. Ab 1990 war sie Gründungsmitglied des European Society of Women in Theological Research (ESWTR). Sie schrieb eine Trilogie über James Lovelocks Gaia-Theorie. In dieser Zeit wurde sie Research Fellow an der Bristol University, wo sie einen Kurs in Umwelttheologie anbot. 1997 wechselte sie zum Centre for the Interdisciplinary Study of Religion am Birkbeck College, London University, wo sie weiterhin eine Fellow ist. 2002 wurde sie zur Fellow des Jesus Seminar and Westar Institute an der Willamette University, Salem, Oregon. In ihren Schriften zeigte sie ökologische Standards aus der Bibel auf. Für das Lexikon RGG schrieb sie 2003 den Artikel über Ökologische Theologie.

## Schriften
- mit Jennifer Henderson: Our God Has No Favourites: a Liberation Theology of the Eucharist, 1989
- From Apocalypse to Genesis: Ecology, Feminism and Christianity, 1991 ISBN 978-0800625221
- Sacred Gaia: Holistic Theology and Earth System Science, 2000
- Gaia's Gift: Earth, Ourselves and God after Copernicus, 2003
- Gaia and Climate Change: A Theology of Gift Events, 2008 ISBN 978-0415471589
- Making God Laugh: Human Arrogance and Ecological Humility, 2004
- Cultivating Unity: within the Biodiversity of God, 2011
- Exploring Earthiness: The Reality and Perception of Being Human Today, 2014

## Einzelbelege
1. ↑  In Memory of Anne Primavesi. In: ecocongregationireland.com. 4. Oktober 2019, abgerufen am 5. September 2024 (englisch).
2. ↑  Anne Primavesi: Ökologische Theologie. In: Religion in Geschichte und Gegenwart. (brillonline.com [abgerufen am 25. November 2020]).

| Personendaten    | Personendaten                 |
| ---------------- | ----------------------------- |
| NAME             | Primavesi, Anne               |
| KURZBESCHREIBUNG | irische katholische Theologin |
| GEBURTSDATUM     | 1934                          |
| GEBURTSORT       | Dublin                        |
| STERBEDATUM      | 4. Mai 2019                   |